# Cyclopogon ovalifolius
Cyclopogon ovalifolius är en orkidéart som beskrevs av Karel Presl. Cyclopogon ovalifolius ingår i släktet Cyclopogon, och familjen orkidéer. Inga underarter finns listade i Catalogue of Life.